# Il dottor Antonio (roman)
Pour les articles homonymes, voir Il dottor Antonio.

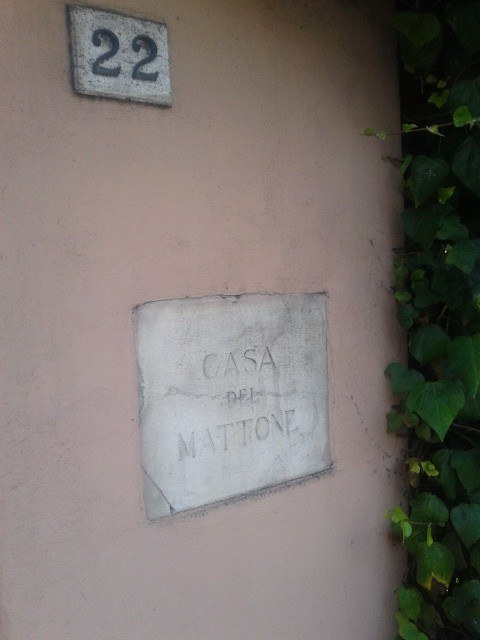
Plaque « Casa del Mattone », au 22 Via Madonna della Ruota, sur le site qui abritait précédemment la taverne en brique mentionnée dans le roman, là où Miss Lucy est soignée par le docteur Antonio.

Il dottor Antonio est un roman du patriote et écrivain italien Giovanni Ruffini, publié en 1855.
Écrit en anglais en 1855, le roman visait à susciter la sympathie de l'Angleterre et de la France pour le sort de l'Italie de l'époque du Risorgimento.
De ce roman ont été tirés trois films (deux à l'époque du cinéma muet et un en 1937), ainsi qu'une série télévisée de la Rai en 1954.

## Crédit d'auteurs
- (it) Cet article est partiellement ou en totalité issu de l’article de Wikipédia en italien intitulé « Il dottor Antonio (romanzo) » (voir la liste des auteurs).